# Točenice
Točenice je v heraldice věnec vytvořený z konců přikryvadel (poetičtěji se popisuje též jako závoj, který dala dáma rytíři, když odjížděl do bitvy, na výpravu nebo turnaj) a položený přes temeno tak, aby držel přikryvadla a tzv. klenot na přilbě.

## Heraldika

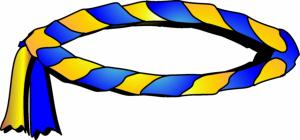
Točenice

V heraldice se začínají točenice objevovat současně s přikryvadly. Zobrazují se střídavě ve stejných tinkturách (barvách), jako mají přikryvadla (výjimky se hlásí při blasonování). Výjimečně mívají točenice více než dvě tinktury.
Točenice slouží především k zamaskování přechodu mezi přilbou a klenotem. Někdy mohou být doprovázeny tzv. feflíky, což jsou vlající šňůrky, které z točenice vystupující.
Někdy se točenice stává i heraldickou obecnou figurou, to znamená že se objevuje ve štítu.

### Korunky
Později byly točenice nahrazeny přilbovými korunkami, které mají stejný účel. Oproti točenicím však byly udělovány: nejprve panovníkům a posléze nahradily točenice prakticky úplně (podle zákona zavedeného Marii Terezii byly točenice udělovány už jen měšťanům).[zdroj?] Tyto korunky neměly hodnostní charakter – neukazovaly tedy na stav erbovníka.
Nejoblíbenější byla korunka přilbová (s viditelnými třemi listy), korunka pohanská (s pěti viditelnými listy) a občas se objevuje na přilbě i koruna knížecí (tu je možno chápat jako hodnostní). Výjimečně byla na přilbě použita i koruna trnová.